# Discipline psicologiche
Le discipline psicologiche sono le varie aree teorico-applicative in cui si articola lo studio della psicologia. A seguito dell'aumento della popolazione e della diversificazione dei comportamenti umani, la psicologia, intesa come disciplina, ha sentito sempre più la necessità di individuare un sempre più maggior numero di criteri di classificazione. Alcuni di questi sono più generici e identificano una macrocategoria, altri invece sono più specifici. Non mancano, in tale moltiplicazione, termini e discipline pseudoscientifiche, da valutare sempre con attenzione.

## Università
In ambito accademico, come indicato dal MIUR le discipline psicologiche sono suddivise e siglate nel modo seguente:
- M-PSI01 Psicologia generale
- M-PSI02 Psicobiologia e Psicologia fisiologica
- M-PSI03 Psicometria
- M-PSI04 Psicologia dello sviluppo
- M-PSI05 Psicologia sociale
- M-PSI06 Psicologia del lavoro e delle organizzazioni
- M-PSI07 Psicologia dinamica
- M-PSI08 Psicologia clinica

Dopo la laurea, prima di effettuare l'esame di stato per l'abilitazione a esercitare la professione di psicologo è necessario sostenere un tirocinio formativo di durata variabile a seconda del tipo di laurea, triennale o specialistica. Le tipologie di tirocinio sono suddivise in 4 categorie:
- Psicologia generale
- Psicologia sociale
- Psicologia dello sviluppo
- Psicologia clinica

La normativa nazionale italiana e i regolamenti ordinistici/accademici richiedono, dopo la laurea quinquennale (vecchio ordinamento) o quella specialistica, venga svolto un tirocinio di circa 1.000 ore, suddiviso in due semestri, in due settori disciplinari distinti. Per le lauree triennali e specialistiche è data la possibilità, a seconda del regolamento di ateneo, di effettuare una o più attività di tirocinio durante il percorso formativo.

## Classificazione metateorica
A seconda della regola di valutazione adottata, la psicologia si articola in sezioni assai differenti fra loro per epistemologia, orientamento teorico, metodo di ricerca, finalità perseguita, oggetto di studio.

### Criterio epistemologico
Secondo tale criterio la psicologia è indagabile mediante il punto di vista naturalistico, contrapposto al punto di vista storico-ermeneutico. Il primo vede la psicologia come studio di processi a prescindere dal contesto storico-culturale, nel secondo la psicologia indaga i processi psichici e comportamentali, in quanto immersi in contesti storico-culturali.
Dell'approccio naturalistico fanno parte la psicologia sperimentale, la scienza cognitiva, lo strutturalismo, l'epistemologia genetica. Aspetti storico-ermeneutici sono riscontrabili principalmente nella scuola storico-culturale in primis, la psicologia sociale, la psicologia della personalità, la psicologia cognitiva, il neocomportamentismo.
Altre antinomie classificatrici sono ravvisabili in:
- Riduzionisti e antiriduzionisti; tendono a gerarchizzare le scienze, dalla più rigorosa alla più "labile", dunque si avrebbe una classificazione, tipo matematica, chimica, fisica, biologia, psicologia, sociologia. E ritiene che ogni scienza abbia valore epistemico a sé stante e non risolvibile nelle altre.
- Quantificazionisti e antiquantificazionisti; credono che i processi mentali siano misurabili mediante scale di misura e modelli statistici e chi non crede che tale misura abbia valore scientifico-matematico.
- Oggettivisti e soggettivisti; per i primi esistono postulati ai quali lo studio dello psicologo deve piegarsi, per i secondi non vi possono essere postulati e assiomi, in quanto non vi è psiche tout court, ma solo psiche in quanto uomo con una sua storia, un suo esserci e un suo divenire.
- Modellisti e sperimentalisti; coloro che pensano che i processi mentali siano descrivibili mediante modelli anche "sul campo" e chi pensa che inferenze, anche provenienti dalla statistica, non risolvano con buon senso, la complessità e la descrizione del processo stesso.

### Criterio dell'orientamento teorico
Secondo tale criterio si ha:
 Elementarismo 
In psicologia acquisisce il nome di strutturalismo: i processi psichici devono esser ridotti a parti non più riducibili e dunque studiabili solo allora. Facile parallelismo con la filosofia, nella quale è individuabile il concetto di monade leibniziana.
 Funzionalismo 
I processi psichici non sono altro che strumenti dell'evoluzione, mediante i quali l'organismo umano si adatta all'ambiente circostante.
 Associazionismo 
I processi mentali sono oggetti complessi, composti da oggetti più semplici, dunque una loro associazione può produrre processi mentali tali che derivano da associazioni di oggetti semplici.
 Comportamentismo 
Il comportamentismo nasce negli Stati Uniti e si sviluppa a partire dal 1913, anno di pubblicazione del testo dello psicologo statunitense, John Watson: "Psychology as the behaviorist views it". Oltre quest'ultimo, i principali esponenti del comportamentismo sono: Edwin Guthrie, Burrhus Skinner, C. L. Hull e Edward Tolman. Questa scuola dominò la ricerca psicologica americana fino agli anni 60. Per il Comportamentismo, lo studio della mente è basato esclusivamente sullo studio delle caratteristiche esteriori, la mente è considerata una "black box", una scatola nera inaccessibile, così il comportamento manifesto diventa l'unità di misura della psicologia scientifica. Qui c'è il rifiuto del ricorso alla coscienza e all'introspezione. La coscienza esiste, ma è un luogo privato che non è possibile usare per fare ricerca psicologica. È forte la critica alla scuola degli strutturalisti (elementaristi), proprio per il ricorso di questi ultimi all'introspezione.
 Cognitivismo 
Il cognitivismo ha come obiettivo lo studio dei processi mediante i quali le informazioni vengono acquisite dal sistema cognitivo, trasformate, elaborate, archiviate e recuperate.
 Psicologia della Gestalt 
I processi mentali sono studiabili secondo le leggi della Gestalt.
 Prospettiva psicodinamica 
Il comportamento, il pensiero e tutti i processi vissuti che si definiscono "esperienza" dipendono da un complesso equilibrio dinamico tra elementi coscienti e inconsci della psiche. La teoria dell'inconscio è il fondamento della psicologia dinamica.
 Psicologia della comprensione 
I fenomeni psichici non sono spiegati secondo il modello delle scienze fisiche, ma compresi secondo il modello delle scienze dello spirito.
 Fenomenologia 
Il soggetto è l'essere umano nel suo divenire storico, nel suo esserci e nel suo essere lanciato nel mondo.
 Psicologia sistemica 
Lo studio della psicologia si risolve nello studio relazionale e comunicativo dell'essere umano come singolo e come oggetto sociale.

### Criterio del metodo di ricerca
A seconda del metodo adottato la psicologia si suddivide in sperimentale, clinica, statistica, cibernetica.

#### Metodo sperimentale
Si accomunano ad esso orientamenti metodologici che hanno basi comuni nel rigore di indagine sperimentale di tipo galileano. Si rifanno a tale metodo la psicologia sperimentale, il comportamentismo, il cognitivismo HIP.

#### Metodo clinico
Si qualifica come il soggettivarsi della ricerca in psicologia, cioè al rapporto interpersonale tipico della psicologia clinica: da non confondersi con il rapporto che si instaura nella psicoterapia. Adottano tale metodo la psicologia della Gestalt, la psicologia dinamica, l'epistemologia genetica.

#### Metodo statistico
«Raccoglie, organizza, e analizza i dati relativi all'oggetto considerato in vista dell'utilizzazione delle informazioni ottenute ai fini della previsione di dati non osservati. L'impostazione statistica, oltre ad aver allargato le possibilità di ricerca attraverso l'elaborazione dei dati, ha consentito di stabilire un certo tipo di corrispondenza tra la metodica impiegata in ambito sperimentale e la metodica impiegata in ambito clinico».

#### Metodo cibernetico
Metodo proveniente dalla teoria dei sistemi, il quale non adotta l'approccio causa-effetto, tipico della psicologia moderna bensì l'approccio olistico. Quest'ultimo afferma che «il senso emerge dall'interazione dinamica delle parti».

### Criterio della finalità perseguita

#### Finalità teoriche
Sono perseguite da psicologia generale, psicofisiologia, psicofisica, psicologia animale, psicologia dello sviluppo, psicologia sociale, psicolinguistica, psicopatologia, psicologia dinamica.
 Psicologia generale 
Dotata di un corpus di ricerca proveniente dagli ambienti accademici e universitari, sia a carattere nosografico che idiografico, vedi anche immagine idiografica.
 Psicofisica 
Studia le leggi che regolano le relazioni fra gli stimoli fisici e le risposte comportamentali.
 Psicofisiologia 
Studia le relazioni fra la fisiologia e i processi psichici.
 Psicologia animale 
La Psicologia animale e comparata studia in maniera sistematica le equivalenze e le differenze nelle strutture e nelle funzioni psicocomportamentali in differenti specie animali. La Psicologia animale e comparata è una scienza comportamentale, studia il comportamento al fine di prevederlo e inferire i processi psicologici che lo guidano. La Psicologia animale si affianca all'Etologia. Anche l'Etologia studia il comportamento animale, ma in una prospettiva comparata. Lo studio del comportamento animale, come lo studio di qualsiasi fenotipo biologico, coincide nel rispondere a quattro interrogativi: 
- I meccanismi che causano il comportamento, e cioè le fonti di stimolazione interna ed esterna all'animale, e la loro reciproca organizzazione alla base del comportamento animale
- Lo sviluppo ontogenetico del comportamento, che coincide sia nella conoscenza delle trasformazioni comportamentali che si susseguano durante tutta la vita dell'animale che nelle cause genetiche e ambientali che determinano tali modificazione
- La funzione evolutiva, e il valore adattivo di un comportamento
- L'evoluzione del comportamento, e cioè conoscere i diversi comportamenti da cui deriva durante l'evoluzione un dato comportamento.

 Psicologia dello sviluppo 
Studia i processi di formazioni e di sviluppo mentale dell'individuo come singolo e in relazione alle altre persone.
 Psicologia sociale 
Studia le interazioni umane e relazioni personali a livello di individui, di gruppi e di istituzioni.
 Psicolinguistica 
Studia gli aspetti mentali del comportamento verbale.
 Psicopatologia 
Studia i comportamenti classificati anormali.
 Psicologia dinamica 
Studia processi inconsci che regolano la condotta umana.

#### Finalità operative
Sono cosiddette quelle raggruppabili nella psicologia applicata. Sono: Psicologia clinica, Psicologia del lavoro, Psicologia dell'educazione, Psicologia forense, Psicologia dell'arte, Psicologia etnica, Psicologia delle masse, Psicologia politica, Psicologia militare, Psicologia dell'emergenza, Psicologia dello sport, Psicologia ambientale, Psicologia della comunicazione.
 Psicologia clinica 
Studia e interviene sui processi coinvolti nelle situazioni di difficoltà o disfunzione psicologica. In senso più ampio, rappresenta la cornice funzionale della gestione psicologica delle forme di psicopatologia, con forti rapporti con la psicodiagnostica e la psicoterapia.
 Psicologia medica 
Studia le interrelazioni fra medico e paziente, e gli aspetti psicologici e comunicativi nelle istituzioni sanitarie. Uno dei primi studiosi ad interessarsi approfonditamente di questo ambito fu lo psicoanalista ungherese, Michael Balint nei primi anni cinquanta.
 Psicologia di comunità 
Studia le modalità di analisi, prevenzione e intervento a livello di processi psicosociali e comunitari.
 Psicosomatica 
Studia le malattie somatiche in relazione ai processi psichici.
 Sessuologia 
Studia la sessualità umana e i disturbi sessuali, a livello psicologico e funzionale.
 Psicologia prenatale e perinatale 
Studia lo sviluppo delle capacità psicofisiologiche, relazionali e comunicative dell’individuo durante il periodo prenatale e perinatale.
 Psicologia dell'invecchiamento o gerontologia 
Studia l'età involutiva e i suoi disturbi.
 Psicologia delle differenze individuali 
Studia le specificità differenziali degli esseri umani, soprattutto a livello funzionale e personologico.
 Psicoterapia 
Studia le modalità e le tecniche psicoterapeutiche, in particolare a fronte di situazioni di psicopatologia; può essere rivolta al singolo, alla famiglia, al gruppo.
 Psicodiagnostica 
Formalizza una diagnosi psicologica e psicopatologica, basandosi su un insieme strutturato di colloqui, test psicometrici e reattivi mentali; vedi psicometria e psicologia clinica.
 Psicoprofilassi 
Studia la prevenzione del comportamento distruttivo e autodistruttivo, derivanti dal consumo di alcol e di droga. Più in generale, si occupa delle modalità di prevenzione delle possibili difficoltà psicologiche derivanti da situazioni di vario tipo.
 Psicologia del lavoro e delle organizzazioni 
Studia l'organizzazione del lavoro, l'orientamento, la selezione, l'aumento dell'efficacia delle prestazioni e il benessere psicosociale dei lavoratori.
Ne sono parte integrante la psicologia commerciale, la psicologia industriale, la psicologia della pubblicità, la psicosociologia, la psicologia delle organizzazioni.
 Psicologia commerciale 
Studia i bisogni, i desideri e le motivazioni dei consumatori nelle scelte commerciali.
 Psicologia industriale 
Studia l'adattamento dell'ambiente tecnico-industriale ai bisogni psicologici e agli aspetti ergonomico-funzionali dell'essere umano.
 Psicologia della pubblicità 
Studia gli aspetti psicologici della propaganda commerciale e politica.
 Psicosociologia 
Studia le dinamiche all'interno di gruppi e di organizzazioni in base ai costrutti teorici della psicologia del lavoro e della psicologia sociale.
 Psicologia dell'educazione 
Suddivisa in pedagogia, psicopedagogia, psicologia scolastica.
 Psicopedagogia 
Studia le incidenze psicologiche dei vari metodi educativi.
 Psicologia scolastica 
Studia i problemi di orientamento, adattamento e disadattamento scolastico, e anche l'inserimento di portatori di disabilità fisiche e psichiche. Teoricamente si basa sui costrutti della psicologia dell'apprendimento.
 Psicologia forense 
Studia l'accertamento dell'integrità psichica dell'imputato e la perizia delle testimonianze raccolte nel corso dell'istruttoria. Viene anche definita, psicologia giuridica.
 Psicologia penitenziaria 
Studia l'assistenza e la rieducazione dei detenuti.
 Criminologia 
Studia i diversi fattori e i processi che causano il comportamento criminale.
 Psicologia dell'arte 
Studia i prodotti artistici, collaborando con l'estetica.
 Psicologia etnica 
Studia la psicologia dei popoli di culture diverse da quella occidentale.
 Psicologia culturale 
Studia il rapporto tra variabili psicologiche e culturali. Si differenzia dalla psicologia etnica, in quanto la prima ha un approccio differenziale, e considera la cultura una variabile indipendente, mentre la psicologia culturale è interessata all'interazione tra aspetti psicologici e culturali.
' Psicologia delle masse 
'
Studia l'influsso dei fenomeni collettivi sul comportamento individuale.
 Psicologia politica 
Studia l'evoluzione e l'involuzione del potere politico, e i processi di scelta politica.
 Psicologia militare 
Studia le dinamiche dei gruppi e delle istituzioni militari, oltre a valutare le attitudini al comando e allo svolgimento di compiti specifici.
 Psicologia dell'emergenza 
Studia il comportamento umano, individuale e di gruppo, in situazioni di emergenza e crisi.
 Psicologia dello sport 
Studia la selezione e l'addestramento degli atleti, nonché le relazioni sociali fra atleti e il tifo.
 Psicologia del traffico 
Studia il comportamento alla guida e tutti gli effetti ad esso collegati.
 Psicologia ambientale 
Studia il comportamento e il benessere umano in relazione all'ambiente socio-fisico.
 Psicologia della comunicazione 
Studia i processi della comunicazione interindividuale e sociale in chiave psicologica.

### Criterio dell'oggetto di studio
La psicologia mediante tale criterio, è catalogabile in: psicologia dell'apprendimento (comportamentismo), psicologia della percezione (psicologia della Gestalt), psicologia dei processi cognitivi (cognitivismo), psicologia della personalità, psicologia dell'Io.

## Branche della psicologia

### Psicologia anormale
Studia il comportamento psicologico anormale per descrivere, predire, spiegare e cambiare i modelli anormali di funzionamento mentale. La psicologia anormale studia la natura della psicopatologia e delle relative cause (eziologia) e questa conoscenza è applicata per curare i pazienti con i disturbi mentali in psicologia clinica.
Il DSM, pubblicato dall'associazione psichiatrica americana, è il manuale maggiormente usato nella diagnostica dei disturbi mentali sia negli Stati Uniti che in Italia.

### Psicologia applicata
La psicologia applicata comprende sia la ricerca psicologica, destinata ad aiutare gli individui a superare problemi pratici, che l'applicazione di questa ricerca in normative d'uso. Molta ricerca applicata in psicologia viene utilizzata in altri campi, quali l'amministrazione degli affari, la progettazione, l'ergonomia, la nutrizione e la medicina clinica. La psicologia applicata include i campi della psicologia clinica, la psicologia del lavoro e delle organizzazioni, fattori umani, la psicologia forense, la psicologia della salute, la psicologia della scuola e altre.

#### Il counseling psicologico
Il counseling psicologico è uno degli strumenti della psicologia applicata volti a facilitare la relazione tra un individuo, o di un gruppo, e il proprio ambito esistenziale, con attenzione particolare all'area sociale, professionale, dell'educazione e dello sviluppo in aspetti correlati con il benessere psichico e l'organizzazione.
È un'attività riguardo alla quale gli psicologi hanno pareri difformi, se possa essere annoverata tra le consulenze professionali oppure no.
Il counseling psicologico non ha necessariamente implicazioni riguardanti la psicologia clinica, in quanto il rapporto si focalizza più sullo sviluppo normale, sul vissuto personale quotidiano, e meno su eventuali disturbi psicologici nei quali casi, in base alla gravità, è corretto l'invio allo psicoterapeuta ed eventualmente allo psichiatra.
Il rapporto designato come "counseling psicologico", in quanto si rivolge a eventuali successi o insuccessi dei rapporti umani concretamente definiti, tende a escludere per quanti ne fruiscono, ogni riferimento ad una psicopatologia. Ciò in quanto si è riscontrato, specialmente nei paesi in cui è riconosciuta una copertura assicurativa dei costi delle psicopatologie, un eccessivo ricorso a termini propri a tale materia, che in certi contesti, sono ritenuti offensivi e possono avere potenzialità iatrogena. Ciò rende necessario che il counseling psicologico, anche quando si configura come formazione, sia svolto da psicologi, psichiatri e operatori sociali.
L'impianto tecnico-teorico del counseling psicologico è basato su ricerche universitarie ormai decennali e sulle conoscenze psicologiche pratiche e teoriche tratte da osservazioni e analisi nel campo sia delle esperienze positive che dei fallimenti, più o meno gravi.

### Psicobiologia e psicologia fisiologica

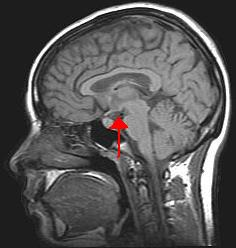
MRI di un cervello umano. La freccia indica l'ipotalamo.

La psicobiologia e la psicologia fisiologica è lo studio scientifico delle basi biologiche e mentali del comportamento. Poiché tutto il comportamento è controllato dal sistema nervoso centrale, è ragionevole studiare le funzioni del cervello per comprenderne il comportamento. Questo è il metodo adottato nella neuroscienza del comportamento, nelle neuroscienze cognitive e nella neuropsicologia. La neuropsicologia è il ramo della psicologia che mira a comprendere come la struttura e la funzione del cervello si riferiscono a specifici processi di comportamento e psicologici. I neuropsicologi sono impiegati spesso come scienziati per la ricerca e lo studio della conoscenza scientifica o medica. Il neuropsicologo è interessato specialmente alla comprensione delle lesioni del cervello, nel tentativo di studiare e comparare le funzioni psicologiche nelle persone sane. Il metodo della neuroscienza cognitiva studia il collegamento fra il cervello e il comportamento utilizzando strumenti di imaging, fMRI, per osservare quali zone del cervello sono attive durante l'attivazione dei processi mentali.

### Psicologia clinica
La psicologia clinica è l'applicazione della ricerca delle anomalie dei processi mentali al loro trattamento e alla loro valutazione come psicopatologie, incluse le anomalie del comportamento e della salute mentale. È tradizionalmente associata al trattamento psicologico e alla psicoterapia, anche se la psicologia clinica moderna può adottare un metodo che combina teorie e metodi terapeutici diversi. Tipicamente, anche se operano con molti degli stessi clienti che possono avere anche gli psichiatri, gli psicologi clinici non prescrivono psicofarmaci. Alcuni psicologi clinici possono studiare anche pazienti con sindromi cerebrali con lesioni al cervello. Questa branca della psicologia clinica è chiamata neuropsicologia clinica.
Negli ultimi anni, e specialmente negli Stati Uniti, si sta generando una spaccatura netta fra gli psicologi accademici, in primis i ricercatori universitari, e alcuni rami della psicologia clinica. Molti psicologi accademici ritengono che molti clinici contemporanei usino terapie basate su teorie screditate e non comprovate da prove empiriche sulla loro efficacia. D'altro canto, i clinici ritengono che gli psicologi accademici trascurino la loro esperienza nel trattare i pazienti. Il disaccordo ha provocato la formazione dell'associazione per la scienza psicologica dagli psicologi di ricerca come nuovo corpo distinto dall'associazione psicologica americana.
Vi sono diverse scuole teoriche che caratterizzano l'intervento psicologico-clinico: tra queste, hanno particolare diffusione gli approcci psicodinamici, cognitivo-comportamentali e sistemici.

### Psicologia cognitiva
La natura del pensiero è un altro nucleo di interesse della psicologia. La psicologia cognitiva studia le cognizioni, il comportamento di fondo dei processi mentali. La percezione, l'apprendimento, il problem solving, la memoria, l'attenzione, il linguaggio e le emozioni sono tutti processi mentali studiati dalla psicologia cognitiva. Questa branca è associata con una scuola di pensiero conosciuta come cognitivismo, i cui aderenti parlano a favore di un modello di elaborazione dell'informazione della funzione mentale, influenzato dal positivismo e dalla psicologia sperimentale.
La scienza cognitiva è collegata molto strettamente alla psicologia cognitiva, ma differisce da essa in alcuni dei metodi di ricerca impiegati, ed ha un'enfasi maggiore sulla spiegazione dei fenomeni mentali a prescindere che essi siano di un essere umano o meno.
Entrambe le materie suddette usano modelli di calcolo per simulare i fenomeni oggetto di studio. Poiché gli eventi mentali non possono essere osservati direttamente, i modelli di calcolo forniscono uno strumento per studiare l'organizzazione funzionale della mente di tipo probabilistico inferenziale. Tali modelli danno a psicologi cognitivi la maniera di studiare "il software" sia del cervello (la mente) che di un calcolatore.

### Psicologia animale comparata
La psicologia animale comparata si riferisce allo studio del comportamento e della vita mentale degli animali, inclusi gli esseri umani. È collegata con discipline al di fuori della psicologia, aventi oggetto di studio il comportamento animale, quale l'etologia, ad esempio. Anche se il campo della psicologia è incentrato soprattutto sugli esseri umani, il comportamento e i processi mentali degli animali sono oggetto di studio assai discutibili; inoltre, una parte importante della ricerca psicologica, pone una forte enfasi circa i collegamenti evolutivi sulla comprensione umana, mediante il confronto con i modelli di comportamento degli animali, come osservato nelle neuroscienze psicologiche.

### Psicologia del lavoro e delle organizzazioni
La psicologia del lavoro e delle organizzazioni è fra i settori più innovativi della psicologia. La psicologia del lavoro studia la valutazione e il rendimento sul lavoro mediante metodi predittivi, mentre la psicologia delle organizzazioni studia come le organizzazioni hanno effetto su e come interagiscono con gli individui. Nel 1910, con gli impianti e gli esperimenti di Hugo Münsterberg e di Walter Dill Scott, la psicologia del lavoro venne riconosciuta come parte legittima delle scienze sociali. La psicologia delle organizzazioni non vi è stata aggiunta ufficialmente fino agli anni 70, e, da allora, è sempre in crescita. La società per la psicologia organizzativa industriale, negli Stati Uniti, annovera circa 3.400 membri professionali e 1.900 allievi. Questi due numeri sommati rappresentano soltanto il 4% circa dei membri dell'American Psychological Association, ma il numero sta aumentando dal 1939, anno in cui la psicologia del lavoro contava solo cento professionisti.
Gli psicologi del lavoro sono impiegati nelle istituzioni accademiche, nelle ditte di consulenza, nelle risorse umane interne nelle industrie e nelle istituzioni governative. Negli Stati Uniti d'America le richieste di studio nella psicologia del lavoro sono in crescente aumento.
Gli psicologi delle organizzazioni osservano le richieste per quanto riguarda le cose, il come, e il chi, sulle assunzioni, come definire e misurare il rendimento di lavoro riuscito, come preparare la gente per riuscire nei loro compiti lavorativi, come generare e cambiare il lavoro in modo che sia più sicuro e rendere la gente più appagata e come strutturare le organizzazioni per permettere che la gente realizzi il suo potenziale.

### Psicologia dell'arte
La psicologia ha avuto, naturalmente, un effetto profondo sulle arti e sulla loro definizione, nel ventesimo secolo. Uno dei precursori nell'integrare la psicologia con la storia dell'arte fu Heinrich Wölfflin (1864-1945), critico d'arte e storico svizzero, il cui testo del 1886, "Prolegomena zu einer Psychologie der Architektur" (tradotto in "Prolegomeni ad una psicologia dell'architettura") tentava di mostrare che l'architettura potrebbe essere capita, in contrasto con uno stile storico-progressivista, da un punto di vista puramente psicologico. Anche se inizialmente venne sviluppata in Germania, presto apparvero fautori della psicologia dell'arte in URSS, in Francia, con lo scrittore e politico, André Malraux, e negli Stati Uniti, dove le premesse filosofiche della psicologia dell'arte furono consolidate, grazie anche alla valenza politica, a loro attribuita dell'opera di John Dewey. Il suo saggio "L'arte come esperienza", pubblicato nel 1932, fu la base per revisioni significative nelle pratiche educative sia nei giardini d'infanzia, in inglese, kindergarten, che nelle università. L'effetto della psicologia fu particolarmente intenso fra il 1950 e 1970, quando coincise con l'espansione dei programmi di storia e dei musei d'arte, così come con lo sviluppo, durante il secondo dopoguerra, del curriculum d'istruzione espanso dello studente non laureato. Furono particolarmente influenti le opere di Rudolf Arnheim (nato nel 1904). Il suo "Verso una psicologia dell'arte", Berkeley University Press, fu pubblicato nel 1966. Durante gli anni settanta la centralità della psicologia dell'arte nelle accademie ha iniziato a dissolversi. Gli artisti sono diventati più interessati alla psicoanalisi e gli architetti alla fenomenologia e alle opere di Derrida. Gli storici dell'architettura hanno criticato la psicologia dell'arte per il suo essere anti-contestuale e culturalmente ingenua. Oggi la psicologia ancora svolge un ruolo importante nel discorso dell'arte, principalmente nel campo di apprezzamento dell'arte stessa.

### Psicologia della personalità
La psicologia della personalità studia i modelli psicologici del comportamento, del pensiero e delle emozioni, nell'insieme denominati personalità dell'individuo. Differenti scuole psicologiche hanno teorie della personalità fra loro molto variabili. La teoria della caratteristica, ad esempio, tenta di sezionare la personalità in un certo numero di caratteristiche di base, variabile a seconda delle teorie, e delle differenti scuole di pensiero. Uno dei primi e più piccoli modelli era quello indagato da Hans Eysenck, sviluppato su tre dimensioni: estroversione-introversione, stabilità-nevroticità e psicoticismo. Raymond Cattell ha proposto una teoria di 16 fattori di personalità. La teoria che oggi detiene la maggior parte di prove empiriche, può essere considerata, la teoria dei "cinque grandi fattori" (Big Five), proposta da Lewis Goldberg e sviluppata da McCrae e Costa.
Un differente, ma ben noto studio della personalità, è quello di Sigmund Freud, la cui teoria strutturale ha diviso la personalità in Es, Io, Super Io, criticata da molti, compresi alcuni psicologi tradizionalisti.

### Psicologia della salute
La psicologia di salute è l'applicazione della teoria e della ricerca psicologiche alla sanità e alla salute. Considerando che la psicologia clinica indaga sulla salute mentale e sulla malattia neurologica, la psicologia della salute è interessata nell'indagine di una vasta gamma di comportamenti, correlati con la salute, compreso il consumo sano, il rapporto del medico-paziente, alla comprensione del paziente delle informazioni sulla salute, e la credenza circa la malattia. Gli psicologi della salute possono partecipare alle campagne di sanità pubblica, esaminando l'effetto della politica sanitaria o della malattia sulla qualità della vita o nella ricerca sull'effetto psicologico sulla salute e nella cura sociale.

### Psicologia scolastica
La psicologia scolastica è la disciplina dedicata ad aiutare i giovani socialmente ed emozionalmente. Gli psicologi della scuola collaborano con gli educatori, i genitori e altri professionisti per generare gli ambienti scolastici sicuri, sani e di sostegno per tutti gli allievi che rinforzano i collegamenti fra casa e scuola. Sono addestrati nella valutazione, nell'intervento, nella prevenzione e nella consulenza educativi e del comportamento e molti di loro posseggono un vasto addestramento nella ricerca [2].

### Psicologia dell'educazione
La psicologia educativa è lo studio dell'apprendimento umano nelle istituzioni educative, dell'efficacia degli interventi educativi. Essa è anche una forma di psicopedagogia e psicologia sociale delle organizzazioni scolastiche. Il lavoro degli psicologi dello sviluppo, come Lev Vygotskij, Jean Piaget e Jerome Bruner è stato influente nel generare metodi d'insegnamento e pratiche educative.

### Psicologia dello sviluppo
Principalmente mettendo a fuoco lo sviluppo della mente umana attraverso la durata, la psicologia inerente allo sviluppo cerca di comprendere come le persone percepiscono, capiscono, e si comportano all'interno del mondo, e come questi processi cambiano mentre invecchiano. Ciò può mettere a fuoco le dinamiche dello sviluppo intellettuale, conoscitivo, neurale, sociale, o morale. I ricercatori che studiano i bambini usano un certo numero di metodi unici di ricerca per stilare le osservazioni nelle regolazioni naturali o per agganciarli nelle mansioni sperimentali. Tali mansioni assomigliano spesso ai giochi e alle attività specialmente progettate, sia divertenti per il bambino che scientificamente utili. I ricercatori persino hanno inventato i metodi intelligenti per studiare i processi mentali dei bambini. Oltre che studiarli, gli psicologi inerenti allo sviluppo, studiano l'invecchiamento e i loro processi. La teoria di Urie Bronfenbrenner di sviluppo nel contesto è influente in questo campo, come lo sono quelli accennati in “psicologia educativa" e molti altri.

### Psicologia giuridica
La "psicologia giuridica" studia sotto il profilo psicologico, la persona, in rapporto alla posizione giuridica e al ruolo rivestito nella famiglia, nella scuola, nel mondo del lavoro e delle professioni, e nella società. La psicologia giuridica studia quindi principalmente il vissuto personale o profilo psicologico delle persone coinvolte in procedimenti giudiziari, al fine di raccogliere dati comportamentali e sottoporli al vaglio dell'autorità giudiziaria incaricata del processo civile o penale.
L'ambito concerne lo studio di:
- fattori della personalità quali: intelligenza, carattere, attitudini, bisogni, tendenze, motivazioni, stimoli, socializzazione;
- condizioni della personalità: fragilità psichica, deficit intellettivo, stress psicosomatico, affaticamento mentale, morbilità psichica, pericolosità sociale;
- aspetti psicologici conseguenti alla separazione, divorzio, adozione nazionale e internazionale, affido etero-familiare del minore, maltrattamento di minori e abuso sessuale, violenza di gruppo, turbamento mentale e psicofisico della vittima, pedofilia e sette;
- minori a rischio di devianza, principali fattori delle “carriere criminali”, bullismo, “branco”, dipendenze e sfruttamento;
- aspetti psicologici della responsabilità penale dei minori e degli adulti;
- comportamento del “testimone”, effetti dello stato di reclusione;
- valutazione / misurazione del danno psichico;
- osservazione e descrizione psicologica del comportamento deviato e della colpa;
- consulenza tecnica e perizia psicologica, in ambito civile e penale, per il Tribunale.

### Psicometria
La psicometria è il campo di studio della teoria e della tecnica della misura in psicologia, incluse la misura della conoscenza, delle abilità, degli atteggiamenti e delle caratteristiche della personalità. Il campo di studio è particolarmente orientato allo studio delle differenze fra gli individui. Coinvolge due aspetti importanti della ricerca, vale a dire:
1. la costruzione degli strumenti e delle procedure per la misura;
2. lo sviluppo e il perfezionamento dei metodi teorici di misura.

Gran parte del lavoro teorico e applicativo della psicometria è stato svolto nel tentativo di misurare l'intelligenza. L'origine di questo settore è collegata alla psicofisica. Charles Spearman, pioniere della psicometria che ha sviluppato i metodi della misura dell'intelligenza, ha studiato sotto gli insegnamenti di Wilhelm Wundt. Louis Leon Thurstone successivamente ha sviluppato e applicato un metodo teorico della misurazione denominato come "legge di giudizio comparativo", un metodo avente collegamenti vicini alla teoria psicofisica sviluppata da Weber e da Fechner. In più, Spearman e Thurstone hanno entrambi dato contributi importanti alla teoria e all'applicazione dell'analisi fattoriale, un metodo matematico - statistico usato estesamente in psicometria.
Più recentemente, la teoria psicometrica è stata applicata nella misura della personalità, degli atteggiamenti e delle credenze, nel successo accademico, e nei campi correlati con la salute. La misura di questi fenomeni psicologici è difficile, e gran parte della ricerca accumulata in questa disciplina, è stata sviluppata nel tentativo di definire e misurare correttamente tali fenomeni. I critici a questo approccio, compresi i professionisti delle scienze fisiche e nelle scienze sociali, hanno sostenuto che tali definizioni sono impossibili e la quantificazione è talmente difficile che tali misure sono da ritenersi inaffidabili. Gli autori delle tecniche psicometriche rispondono, che non sempre in natura la teoria della misura è relativa a misure come la lunghezza, direttamente osservabili. Molte variabili fisiche vengono misurate senza che esse siano direttamente osservabili, come ad esempio le forze o il calore. Queste ultime si misurano mediante i loro effetti e non direttamente. In psicologia con le opportune tecniche psicometriche si effettua lo stesso tipo di misurazione. Anzi spesso nelle scienze fisiche non vengono tenuti in considerazione tutti i criteri metodologici e statistici utilizzati normalmente in psicometria. Fra le figure che hanno dato contributi significativi alla psicometria si possono annoverare, Karl Pearson, Louis Leon Thurstone, Georg Rasch ed Arthur Jensen.

### Psicologia sociale

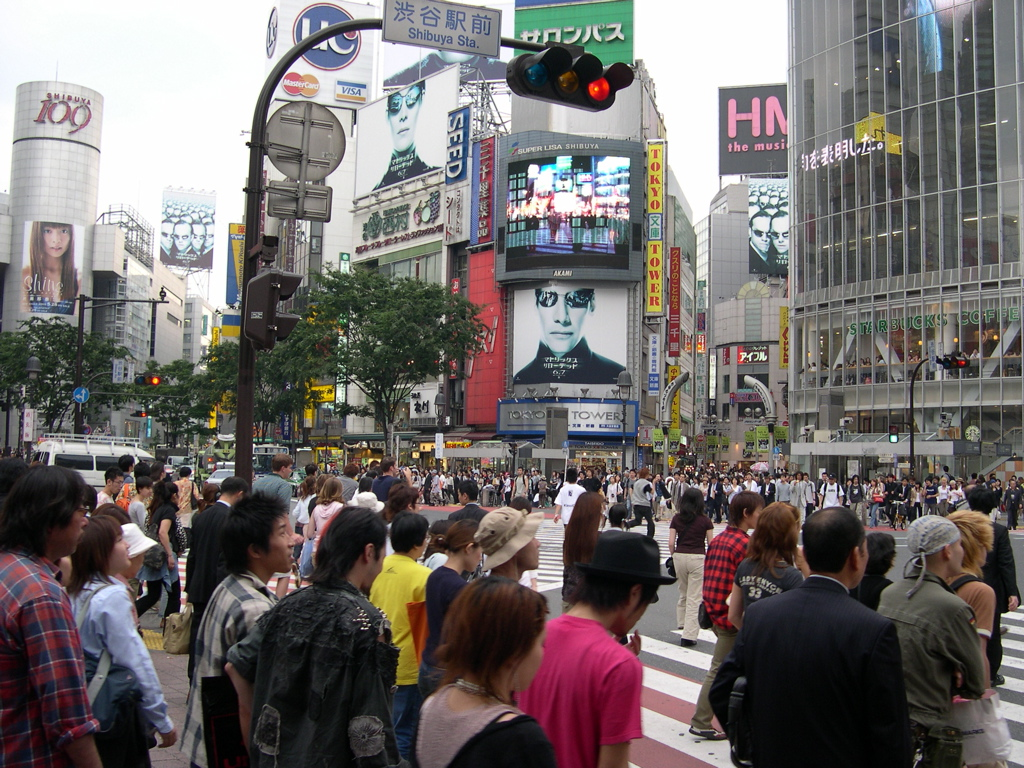
Un crocevia a Shibuya, Tokyo.

La psicologia sociale è lo studio della natura e delle cause del comportamento sociale umano, con attenzione a ciò che la gente pensa degli altri e alle relazioni interpersonali. La psicologia sociale mira a capire la nostra percezione nelle situazioni sociali. Per esempio, questo studio può comprendere l'influenza degli altri sul comportamento dell'individuo, la percezione e comprensione delle indicazioni sociali, o la formazione degli atteggiamenti e degli stereotipi sulla gente. La cognizione sociale è un metodo comune che comporta un metodo principalmente conoscitivo e scientifico per capire il comportamento sociale.
Una disciplina avente una stretta connessione con la psicologia sociale, è la psicologia della Comunità, la quale esamina le edizioni di salute psicologica e mentale a livello della Comunità piuttosto che individuale. "Il senso di Comunità" si è trasformato nel relativo centro concettuale (Sarason, 1986; Chavis & Pretty, 1999).

## Prospettive teoriche e terapeutiche
(in ordine alfabetico)

### Prospettive prevalentemente teoriche e di ricerca
- Comportamentismo
- Cognitivismo
- Costruttivismo (Elementarismo)
- Neuropsicologia
- Psicologia dinamica
  - Psicoanalisi
  - Psicologia analitica
  - Psicosintesi
  - Psicologia individuale comparata
- Psicologia culturale
- Psicologia del lavoro e delle organizzazioni
  - Psicologia del lavoro
  - Psicologia della formazione
  - Psicologia dell'orientamento
  - Psicologia delle organizzazioni
- Psicologia dell'insolito
- Psicologia della liberazione
- Psicologia della religione
- Psicologia dello sviluppo
- Psicologia evoluzionista
- Psicologia fisiologica
- Psicologia generale
- Psicologia motivazionale
- Psicologia politica
- Psicologia positiva
- Psicologia sociale
  - Psicologia ambientale
  - Psicologia dei gruppi
  - Psicologia ecologica
- Psicologia sperimentale
- Psicologia transpersonale
- Psicologia umanistica
- Psicometria
- Socionica
- Teoria delle Scienze Umane
- Test di personalità

### Prospettive prevalentemente terapeutiche e di intervento
- Analisi transazionale
- Ascolto telefonico[15]
- Automotivazione
- EMDR
- Ipnoterapia o ipnosi clinica
- Psicoanalisi
- Psicodramma
- Psicologia clinica
- Psicotecnica
- Psicoterapia
- Psicoterapia corporea
- Psicoterapia della Gestalt
- Psicosomatica
- Riabilitazione neuropsicologica
- Terapia familiare
- Terapia breve strategica
- Terapia cognitiva
- Terapia cognitivo-comportamentale
- Terapia comportamentale
- Terapia di gruppo